# Joe Fortenberry
Joe Fortenberry, né le 1er avril 1911 à Slidell (Texas) et mort le 3 juin 1993 à Amarillo (Texas), est un joueur américain de basket-ball. Il évolue au poste de pivot.

## Biographie
Il est le capitaine de l'équipe américaine qui a gagné la médaille d'or lors des premiers Jeux olympiques où figure le basket-ball en 1936. Il termine meilleur marqueur de cette finale avec 8 points.
Il est parfois évoqué comme étant le joueur qui a inventé le dunk, même si d'autres joueurs ont aussi été cités pour cela.
Il est mort d'un cancer à l'âge de 82 ans.

## Palmarès
- Champion olympique 1936